# HD 11964
HD 11964 es una estrella subgigante amarilla a aproximadamente 107 años luz de distancia en la constelación de Cetus. La estrella es más masiva y luminosa que nuestro Sol y es apenas visible a simple vista. Una amplia estrella compañera binaria fue descubierta en 2000. Dos planetas extrasolares se han confirmado que orbitan la estrella.

## Sistema planetario
En agosto del 2005, se descubrieron dos planetas orbitando la estrella, la más interna como Neptuno y otro como Júpiter en órbitas a 3,34 UA. Sin embargo, el segundo planeta (HD 11964 b) no se confirmó hasta mayo del 2007. En septiembre del 2007, P.C. Gregory alega la existencia de un tercer planeta en el sistema sobre la base del análisis bayesiano de los datos de velocidad radial. El planeta fue alegado que tenía una masa similar a la de Saturno y situado en una órbita de 360 días. Gregorio advirtió que la estrecha relación entre el período de este planeta en ser exactamente un año significa que las variaciones de la velocidad radial pueden haber sido causadas por la insuficiente corrección del movimiento de la Tierra en órbita alrededor del sol. El planeta no se ha detectado en los datos re-reducidos en un análisis publicado en la revista Astrophysical Journal en el 2009.